# 半獸人 (中土大陸)
半獸人（英語：Orc）是在J·R·R·托爾金的小說中，位於中土大陸的一個虛構的邪惡種族，數量眾多，先後成為魔苟斯、索倫和薩魯曼的爪牙。
半獸人的起源最常見的解釋為，魔苟斯透過折磨那些被他所俘虜的精靈族，使他們扭曲墮落成為半獸人:130:64。半獸人汙穢而扭曲，他們懼怕陽光，血液是黑色的。
托爾金曾描述半獸人的外表是「蜷伏着，骯髒的，大鼻子的，灰黄皮肤的，嘴巴寬闊，眼睛歪斜」。

## 名字
托尔金曾说：“半兽人一词来自古英语的orc（一种恶魔），但只是引用了它的读法。” 
《魔戒》的附錄中指出「Orc」一詞源自洛汗語，該詞在辛達林語中的對應詞是「Orch」，在黑暗語的對應詞則是「uruk」（即強獸人），但事實上「uruk」（強獸人）這個詞只被用來稱呼第三紀元時期魔多和艾辛格培育出來的新種半獸人，而這些強獸人皆一律稱呼其他的半兽人為「snaga」（史那加，意為奴隸）。
在2013年中國大陸世纪文景出版的《魔戒》中文譯本當中將「Orc」譯為奥克，而非半獸人，譯者鄧嘉宛表示她是依據托爾金訂下的翻译原则來翻譯的，因為「Orc」一詞有被規定必須音譯，以顯示異化感。

## 歷史
第一紀元，半獸人是魔苟斯麾下的主要軍力，魔苟斯在安格班培養了大量的半獸人，用於跟精靈族戰鬥。在憤怒之戰中，半獸人幾乎全被消滅。第二紀元時期，曾是魔苟斯部下大將的索倫佔據魔多，半獸人再度為他效力。大量半獸人在最後聯盟戰役中陣亡。
第三紀元，不少半獸人聚集在迷霧山脈，以剛達巴山為他們的首都，他們的領袖是阿索格。由於阿索格殺死矮人國王索爾，引起矮人與半獸人之間的多年戰爭，迷霧山脈的大多數半獸人被殺死或驅逐，但一段時間後，半獸人又重新回歸。在孤山任務期間，半獸人領袖波格帶領剛達巴半獸人向孤山發動進攻，五軍之戰爆發，中土大陸有三分之一的半獸人死於此役，換皮人比翁暫時肅清了在大荒原一帶橫行的半獸人。
魔戒聖戰期間，索倫正不斷集結半獸人大軍，以為佔領中土大陸作準備；也有部分的迷霧山脈半獸人為白袍巫師薩魯曼效力。半獸人大軍近乎參與了魔戒聖戰中的每一場戰役，包括艾辛河渡口之役、聖盔谷之戰、羅瑞安之戰、帕蘭諾平原戰役等。索倫在黑門之戰中敗亡後，魔多半獸人近乎全部被殺，倖存者也逐漸消聲匿跡。

## 創作構想
托尔金十分厭惡戰爭與科技，他的朋友喬治·塞爾曾提及當他們見到工業污染的痕跡時，托尔金就會「談起半兽人或半兽人族」。另一次托尔金在論及第二次世界大戰時說：「我們試圖征服擁有魔戒的索倫，我們將（看似）成功。但是，懲罰會培育出新的索倫們，並且慢慢將人類和精靈變為半獸人」。
二戰期間，托爾金在寫給兒子克里斯托夫的信中說：「我認為半獸人和『現實主義』作品中的任何創造物一樣，是真實存在的」。

## 在現實世界的影響
在2022年俄羅斯入侵烏克蘭後，一些烏克蘭人稱呼入侵者為「半獸人」。